# Uelie
Uelie (ros. Уэле) – rzeka w Rosji w Jakucji w ułusie anabarskim. Jest długa na 313 kilometrów.